# 世界海洋生物資料庫
世界海洋生物資料庫（英語：SeaLifeBase）是一個線上的全球海洋生物数据库，創辦人是丹尼尔·保利以及瑪麗亞·露德·D·帕洛馬勒斯。不同於世界鱼类数据库僅提供有鰭魚的資料，世界海洋生物資料庫提供了有鰭魚以外所有海洋物种的資料，包括地理分佈、壽命及形態特徵、物種數量等  。該資料庫與马来西亚的WorldFish中心和不列顛哥倫比亞大學的海洋與漁業研究所合作。截至2016年，該資料庫中包含了74,000個物種的描述、47,700個物種的俗名、12,400张图片以及31,700條科學文獻參考。

## 歷史
世界海洋生物資料庫的起源於1970年代，當時海洋生物學家丹尼尔·保利在努力驗證魚鰓大小如何影響魚類生長能力的假說。該假說需有大量數據可用時才能得到驗證 。當時，漁業管理需要使用分析模型來估計魚類生長率和死亡率。  他認為，漁業管理者獲取所需數據的唯一可行方法是將過往文獻中所有可用數據收集至中央資料庫中 。而往後需要驗證新假說時，就不須花時間到處蒐集可用數據。 他招募了莱纳·弗勒泽 ，並在1988年開始創建数据库。该数据库最初仅有热带鱼的資料，但隨其逐漸擴充，它后来成为了世界鱼类数据库的原型，也成功躍升為世界上最大的魚類資料庫。
鑑於世界鱼类数据库的成功，自然需要一個涵蓋魚類以外的水生生物数据库。於是在2006年，丹尼尔·保利又創建了世界海洋生物資料庫。該項目的長期目標是開發一個以世界鱼类数据库為原型的信息系統，但內容並不包括魚類，而是所有居於海洋和淡水的水生生物，當中約有30萬種已知物種。

## 引用
- Christensen V, CJ Walters, R Ahrens, J Alder, J Buszowski, LB Christensen, WWL Cheung, J Dunne, R Froese, V Karpouzi, K Kaschner, K Kearney, S Lai, V Lam, MLD Palomares, A Peters-Mason, C Piroddia, JL Sarmiento, J Steenbeek, R Sumaila, R Watson, D Zeller and D Pauly (2009) Database-driven models of the world's Large Marine Ecosystems Ecological Modelling, 220(17): 1984–1996.
- Palomares, M.L.D., N. Bailly and D. Pauly (2009) FishBase, SeaLifeBase and database-driven ecosystem modeling p.156–158. In: M.L.D. Palomares, L. Morissette, A. Cisnero-Montemayor, D. Varkey, M. Coll and C. Piroddi (eds.) Ecopath 25 Years Conference Proceedings: Extended Abstracts. UBC Fisheries Centre Research Reports 17(3)

## 外部連接
- 世界海洋生物資料庫 （页面存档备份，存于）
- 世界海洋生物資料庫臉書粉專
- 世界海洋生物資料庫部落格 （页面存档备份，存于）